# Goliad
Goliad ist die Bezirkshauptstadt und Sitz der Countyverwaltung (County Seat) des Goliad Countys im US-Bundesstaat Texas in den Vereinigten Staaten. Das U.S. Census Bureau hat bei der Volkszählung 2020 eine Einwohnerzahl von 1620 ermittelt.

## Geographie
Die Stadt liegt nahe dem Zentrum des Countys im Südosten von Texas, ist etwa 90 Kilometer vom Golf von Mexiko entfernt und hat eine Gesamtfläche von 4,0 km².

## Geschichte
Der Ort ist eine der ältesten spanischen Ansiedlungen in Texas, damals Vizekönigreich Neuspanien, gegründet durch José de Escandón, Gründer und erster Gouverneur der Kolonie Nuevo Santander. In Goliad umbenannt wurde der Ort zu Ehren von Miguel Hidalgo (als Anagramm mit stimmlosem H), einem mexikanischen Priester und Revolutionär. Im Texanischen Unabhängigkeitskrieg fanden hier 1835 die Schlacht von Goliad und 1836 das Massaker von Goliad statt.

## Demographie
Nach der Volkszählung im Jahr 2000 lebten hier 1.975 Menschen in 749 Haushalten und 518 Familien. Die Bevölkerungsdichte betrug 498,4 Einwohner pro km². Ethnisch betrachtet setzte sich die Bevölkerung zusammen aus 75,44 % weißer Bevölkerung, 6,08 % Afroamerikanern, 0,35 % amerikanischen Ureinwohnern, 0,61 % Asiaten, 0,00 % Menschen aus dem pazifischen Inselraum und 14,99 % aus anderen ethnischen Gruppen. Etwa 2,53 % waren gemischter Abstammung und 49,72 % der Bevölkerung waren spanischer oder lateinamerikanischer Abstammung.
Von den 749 Haushalten hatten 33,9 % Kinder unter 18 Jahre, die im Haushalt lebten. 51,7 % davon waren verheiratete, zusammenlebende Paare. 12,8 % waren alleinerziehende Mütter und 30,8 % waren keine Familien. 28,7 % aller Haushalte waren Singlehaushalte und in 15,8 % lebten Menschen, die 65 Jahre oder älter waren. Die Durchschnittshaushaltsgröße betrug 2,49 und die durchschnittliche Größe einer Familie belief sich auf 3,04 Personen.
26,3 % der Bevölkerung waren unter 18 Jahre alt, 7,2 % von 18 bis 24, 24,4 % von 25 bis 44, 21,3 % von 45 bis 64 und 20,8 %, die 65 Jahre oder älter waren. Das Durchschnittsalter war 39 Jahre. Auf 100 weibliche Personen aller Altersgruppen kamen 91 männliche Personen. Auf 100 Frauen im Alter von 18 Jahren und darüber kamen 84 Männer.

Das jährliche Durchschnittseinkommen eines Haushalts betrug 26.200 USD, das Durchschnittseinkommen einer Familie 33.438 USD. Männer hatten ein Durchschnittseinkommen von 28.889 USD gegenüber den Frauen mit 20.167 USD. Das Prokopfeinkommen betrug 13.997 USD. 23,1 % der Bevölkerung und 19,7 % der Familien lebten unterhalb der Armutsgrenze. Davon waren 31,5 % Kinder und Jugendliche unter 18 Jahren und 17,6 % waren 65 oder älter.

## Persönlichkeiten
- Ashtin Zamzow-Mahler (* 1996), Leichtathletin